# Euclystis lacaena
Euclystis lacaena là một loài bướm đêm trong họ Erebidae.